# カダク (ジャルグチ)
カダク（モンゴル語: Qadaq、? - 1248年）は、モンゴル帝国に仕えた高官の一人。 第3代皇帝グユクの側近として知られる。

## 概要
カダクは宰相にも等しい地位にありながら、第4代皇帝モンケ即位後に粛清を受けた事によって出自に関する記録がほとんど残っていない。断片的な記述から、ナイマン部族の出身で、オゴデイの庶長子のグユクの王傅（アタベク）に任命され、グユクの教育に早くから携わっていたことが知られるくらいである。
1241年にオゴデイが亡くなると、自分より上位の皇后が先に亡くなっていたことからドレゲネが国政を代行し、自らの息子のグユクの即位に力を尽くした。母のドレゲネの身分が低いグユクの即位に反対する声は根強く、グユクの即位に至るまで3年が経過したが、1246年にようやくグユクが第3代皇帝として即位した。即位直後、カダクに仕えるアラヴィー・サマルカンディー・シラなる人物がドレゲネの側近で、オゴデイ時代の高官の失脚を主導したファーティマ・ハトゥンが魔術を行ったとして告発した。ファーティマの処刑を皮切りにアブドゥッラフマーンらドレゲネ側近の高官は失脚・処刑され、ここにグユクによる新政権が発足することになった。
『世界征服者史』『集史』といった諸史料は一致してグユクがカダクとチンカイの2名に国政を委ねていたと記録しており、この頃モンゴル高原を訪れたカルピニはカダクを行政長官(procurator)、チンカイを筆頭書記官(protonotarii)とそれぞれ呼称している。また、漢文史料にはカダクが「イェケ・ジャルグチ」であったとの記録もあり、カダクは中国史上の丞相に相当するイェケ・ジャルグチ = 行政長官としてグユク政権の最高幹部を務めていたようである。
カダクとチンカイを中心とするグユク政権で特筆されるのが、両者がともにキリスト教徒であったために、帝国全土でキリスト教徒（モンゴル側での呼称はエルケウン）が厚過されたことである。グユク自身も幼い頃からカダクの教育を受けた影響でキリスト教徒に好意的であり、これを知ったシリア・アナトリア・アスト・ルーシ等の地域からキリスト教徒がモンゴル宮廷を訪れた。ムスリムをはじめ非キリスト教徒が敵視されたわけではないが、グユク政権下ではキリスト教徒の下位に置かれ不遇を託ったという。また、イラン総督のアルグン・アカと対立するモンケ・ボラトなるナイマン出身者が同じ部族出身であることからカダクに取り入り、アルグン・アカを失脚させようとした逸話も伝えられている。
しかし、グユクが即位から僅か2年後の1248年に急死すると、オゴデイ-グユク政権下で不遇な立場にあったトルイ家が巻き返しを図った。帝国全体の支持を得たトルイの長男のモンケが1251年に即位を果たすと、旧グユク政権の高官たちはクーデターを図ったとして粛清され、この時カダクとチンカイも処刑されてしまった。